# Moatize
Moatize est le chef-lieu du district du même nom, dans la province de Tete, au Mozambique. Elle est située sur la rive est du Zambèze, à sa confluence avec la rivière Revúboé. Après Tete, c'est la deuxième plus grande aire urbaine, par la population, du Mozambique occidental.

## Économie

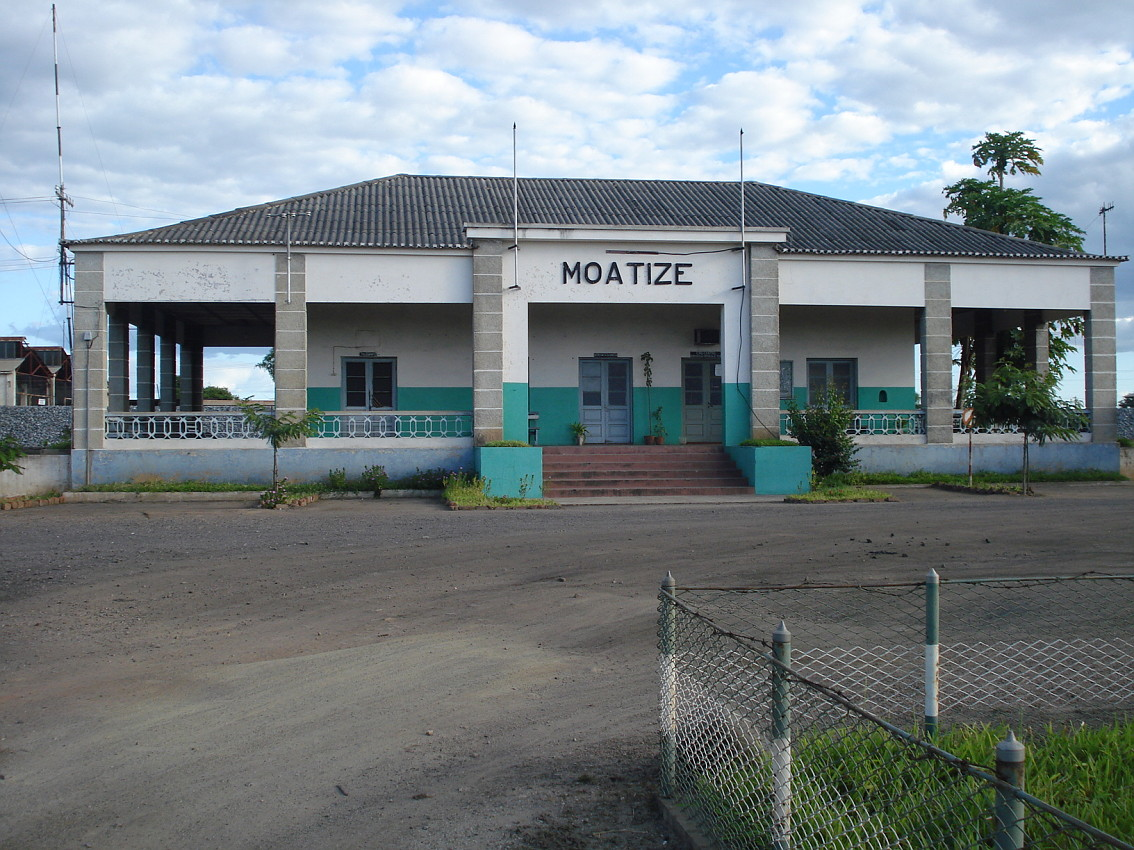
Gare de Moatize.

L'économie de Moatize est basée sur l'extraction de minerai, particulièrement de la houille dont les réserves, dans le bassin minier avoisinant, sont estimées à 2,5 milliards de tonnes. En 2004, Vale, une entreprise brésilienne, plus tard associée à l'entreprise australienne Riversdale Mining puis au groupe japonais Mitsui & Co, obtient la concession d'exploitation pour extraire et exporter le charbon par rail jusqu'à Beira, port sur l'océan Indien. En 2012, huit compagnies minières opéraient dans la zone de Moatize.
L'importance considérable du charbon dans l'économie locale et le fait que la mine soit à ciel ouvert est cependant source de difficultés sociales, par exemple celles liées à l'expropriation des résidents : entre 2009 et 2010, 13 000 familles ont été relogées.

## Transports
La route N7, la principale route au Mozambique allant à l'est vers le Malawi, traverse la ville, qui est aussi le terminus de la ligne secondaire du chemin de fer Dona Ana—Moatize qui relie l'ouest du pays au port de Beira. Outre la mine, les entreprises ont lourdement investi dans le transport ferroviaire, indispensable pour l'exportation via les ports de l'océan Indien,. Afin d'être pleinement opérationnelle, 670 km de voie du « corridor de Sena » ont été réhabilités pour un coût de 375 millions de US$ et le premier train depuis plus de vingt ans a rejoint Moatize le 30 janvier 2010. Une seconde ligne, le « corridor de Nacala », reliant le bassin de Moatize au nouveau port charbonnier de Nacala a été mise en service en 2015. La construction d'une troisième ligne de Moatize à Macuse, province de Zambézie, sur l'océan Indien, est prévue pour 2017.